# Šediviny (Dobré)
Šediviny, část obce Dobré, jsou jižní části rozptýlené horské vsi Šediviny, jejíž severní část patří k obci Kounov.
Vesnice Rovenské Šediviny začala postupně vznikat až od roku 1775 jako koncová osada obce Rovné. Rovenské Šediviny se dělí na tři místní části, a to Bažiny, U Prázovky a Za Obcí. V místní části Bažiny se nachází lokalita s jménem V Nebíčku. Šediviny leží v nadmořské výšce 565 m až 586 m a jsou rozděleny na dvě části. Takzvané Rovenské Šediviny či Bažiny patří pod obec Dobré a jsou položeny výše, pod Prázovou Boudou. Níže položená část Šedivin patří pod obec Kounov u Dobrušky. Tato část leží u silnice směrem na Deštné v Orlických horách.

## Historický vývoj

### Samostatná horská ves Šediviny
Vznik osady dnes známé pod názvem „Šediviny“ je komplikovaný. Původní (samostatná) obec Šediviny byla horská ves známa od r. 1654. Ale asi v letech 1542–1580 zde bylo 9 „osedlých“ (rodin v domech), v r. 1598 je jich zde 13 a v r. 1653 již 16. Ve válečných létech 1625–1637 byly lidem ze Šedivin rozděleny a do dědičného držení rozprodány „klučeniny“ a paseky na horách za úročné platby (např. za slepice a robotování). Lidé měli skutečný výkon roboty: „Ti všichni za robotu měli míti, aby na lov velkou i malou zvěř chodili a průsek k honům a lovům sdělali.“ Tato původní obec Šediviny zvaná plasnické Šediviny a také německé Šediviny byla samostatnou obcí až do roku 1967, kdy byla sloučena s obcí Kounov u Dobrušky.
U soutoku Hluckého a Bažinského potoka stával na kopci ostrožní hrad Hluky – zmenšenina hradu v Dobřanech. Dole pod hradem u potoka byl od r. 1710 mlýn a malá šindelka – výroba šindelů.15. 6. 1769 byl mlýn zničený povodní. Později byl obnoven a vlastnil jej rod Mádrových a od r. 1851 rod Poláčkových. Okolo r. 1913 byla budova mlýna č. p. 39 přestavěna a vedle postavena „Poláčkova pila“. Tam pracoval i známý sekerník Josef Bastl. Dne 23. 7. 1998 byl celý dům č. p. 39 zničen povodní.
V r. 1850 zde žilo 238 obyvatel.
Na kopečku Šedivin stojí kostelík z r. 1907 – kaple sv. Josefa. Nevelký hřbitov je chráněný kamennou zdí ze žlutých pálených cihel a opracovaných kvádrů gabra, pocházejících z nedalekého Špičáku. Nedaleko je roubené stavení bývalé fary. Dole pod kopcem je velké roubené stavení Remešových a pod ním je kaplička.
V 19. století byly Šediviny a Plasnice jednou obcí zvanou Plasnice, Šediviny. Ve dvacátém století byly tyto dvě části od sebe odděleny, čímž vznikly dvě samostatné obce a to Plasnice, které později byly sloučeny s obcí Deštné v Orlických horách a Šediviny. Rozdělením obce Plasnice, Šediviny byla část území Šedivin přidána k Plasnicím. K dalšímu odebrání části území Šedivin došlo za druhé světové války, kdy několik chalup s pozemky místní části Malé Šediviny bylo přidáno do katastrálního území obce Rovné, což po válce se vrátilo zpět, ale opět v roce 1960 došlo k tomu, že tato část byla zase vrácena k obci Rovné.

### Rovenské Šediviny

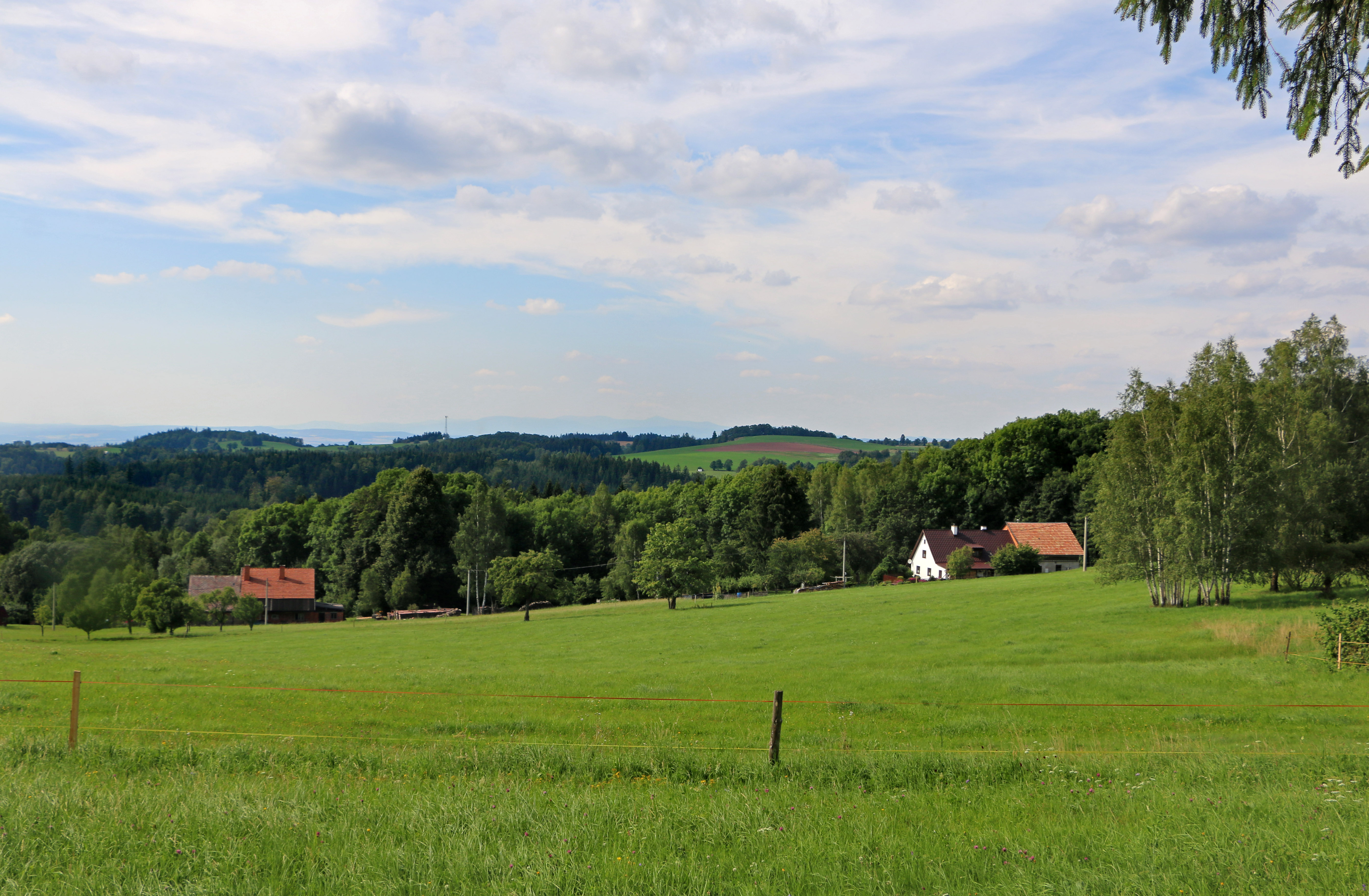
Roztroušené chalupy v Rovenských Šedivinách

Rovenské Šediviny postupně vznikaly od roku 1775, kdy sedláci z Rovného na koncích svých pozemků zakládali familiantské zemědělské usedlosti. Tím pádem vznikla koncová osada, kterou sedláci z Rovného pojmenovali zmatečně Šediviny - podle v tuto dobu dávno existující sousední obce Šediviny. Aby se tyto dvoje Šediviny od sebe rozlišily, tak rovenská koncová osada dostala neoficiální název Rovenské Šediviny (zřídka též České Šediviny, ale tento název se nijak neujal, protože se používal jen krátce a to asi v prvních dvaceti letech dvacátého století).
K Rovenským Šedivinám, místní části Bažiny, byla roku 1939 přidána část z katastrálního území Šediviny, a to pět chalup s pozemky nacházejících se na Malých Šedivinách. Toto území sem bylo dáno za zábor čtyř rovenskošedivinských chalup z místních částí Za Obcí a U Prázovky, které připadly do katastrálního území obce Šediviny. Když druhá světová válka skončila, tak se zabraná území vrátila tam, kam patřila před rokem 1938. Přišel rok 1960, kdy došlo ke sloučení obce Rovné s obcemi Kamenice, Hlinné a Dobré, z čehož vznikla obec Dobré. Tím se přidružené obce staly jen místními částmi obce Dobré, což ještě v tu dobu pro samosprávnou obec Šediviny mělo důsledky toho, že zase přišly o ten stejný díl svého katastrálního území v místní části Malé Šediviny jako tomu bylo za druhé světové války, který připadl do katastrálního území Rovné. Při slučování výše uvedených obcí přišla obec Hlinné o její osadu Sekyrka, která byla dána obci Osečnice (dříve Vošetnice, v místním nářečí Vošenice). Proto došlo k odebrání dílu Malých Šedivin do katastrálního území Rovné, aby nově sloučením zvětšená obec Dobré měla při součtu přidružených vesnic stejně velké území, jak tomu bylo za jejich samosprávy. Ale v tu dobu ještě samosprávná obec Šediviny za odebraný díl Malých Šedivin už zpět žádný jiný díl z katastrálního území Rovné nedostala. Toto je hlavní důvod proč se mnoho lidí nemůže v problematice katastru Šedivin vyznat. Proto se Rovenské Šediviny (hlavně místní část Bažiny) v mnoha případech přidávají k obci Kounov, i když tam nikdy tato část nepatřila.

## Zajímavosti
V místní části Bažiny byla škola, která tu fungovala po 78 roků a během této doby tu mimo jiné učil páter Josef Volf (*17. 3. 1896 v Rovném) vyučoval náboženství ve zdejší škole a učil zde i bývalý důstojník Lux. Jsou zde louky se vzácnou květenou, hnízdí zde čáp černý a je zde i přírodní rezervace Bažiny. Roku 1970 se v Bažinách natáčelo několik scén z filmu Babička nafilmovaného podle předlohy stejnojmenného díla Boženy Němcové. Mezi nejnovější zajímavosti, které zde můžete navštívit, patří Český Hobitín.